# Биосенсор

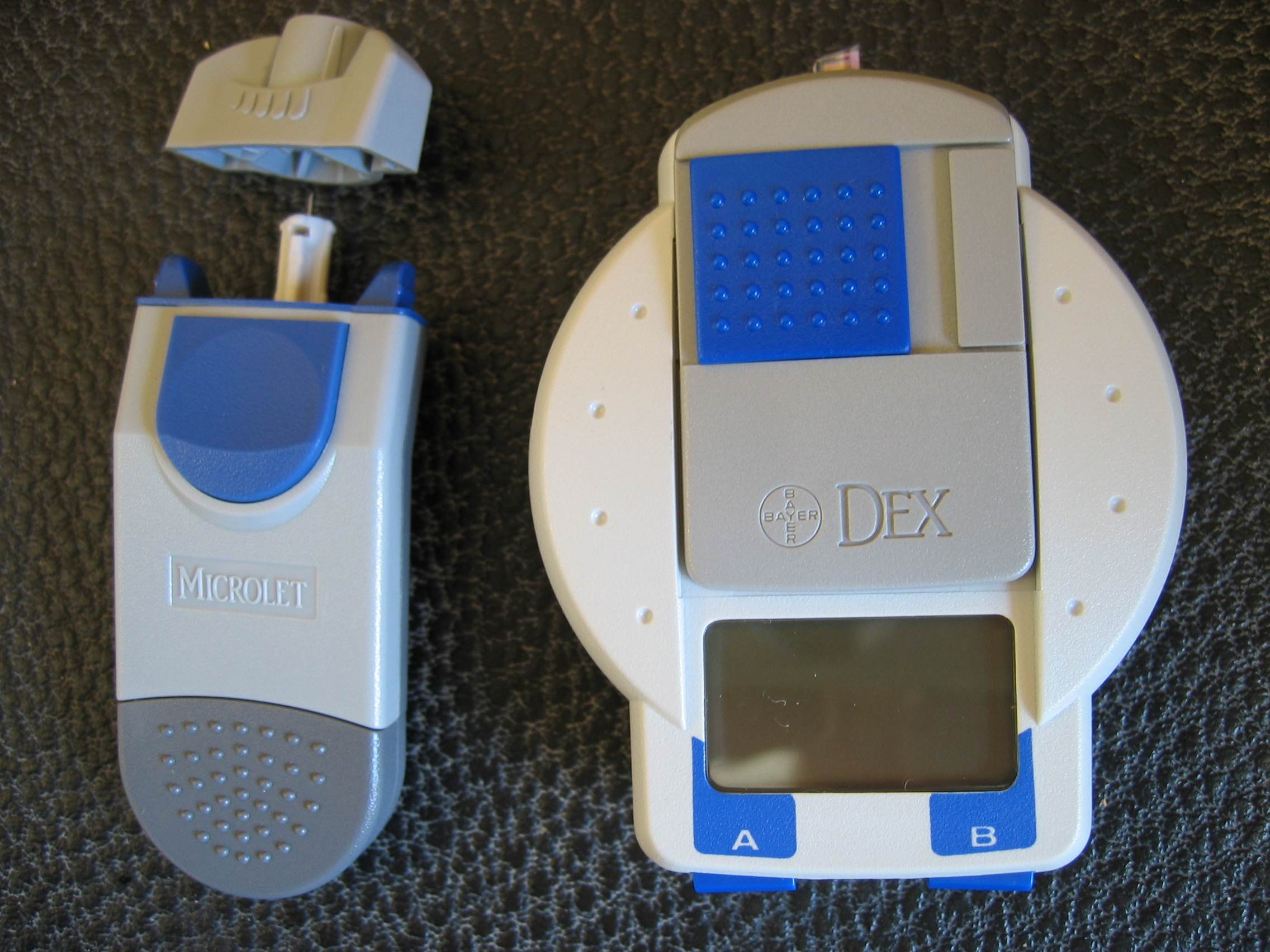
Современный глюкометр для измерения уровня глюкозы в крови. Слева — игла для прокалывания кожи.

Биосе́нсор — аналитический прибор, в котором для определения химических соединений используются реакции этих соединений, катализируемые ферментами, иммунохимические реакции или реакции, проходящие в органеллах, клетках или тканях. В биосенсорах биологический компонент сочетается с физико-химическим преобразователем.
Биосенсоры состоят из трёх частей:
- биоселективного элемента (биологический материал, например ткани, микроорганизмы, органеллы, клеточные рецепторы, ферменты, антитела, нуклеиновые кислоты, и т. д.), материал биологического происхождения или биомимик). Чувствительный элемент может быть создан с помощью биоинженерии.
- преобразователя (работает на физико-химических принципах; оптический, пьезоэлектрический, электрохимический, и т. д.), который преобразует сигнал, появляющийся в результате взаимодействия аналита с биоселективным элементом, в другой сигнал, который проще измерить;
- связанная электроника, которая отвечает в первую очередь за отображение результатов в удобном для пользователя виде.[2].

Самый известный пример коммерческого биосенсора — это биосенсор для измерения уровня глюкозы в крови, в котором используется фермент глюкозоксидаза для расщепления содержащейся в крови глюкозы. В процессе расщепления фермент сначала окисляет глюкозу и использует два электрона для восстановления ФАД (компонент фермента) в ФАД·Н2, который, в свою очередь, окисляется в несколько ступеней электродом. Результирующий ток пропорционален концентрации глюкозы. В этом случае электрод является преобразователем, а фермент — биоселективным элементом.
С недавних пор массивы из многих различных молекул детектора применяются в так называемых электронных носах, где наборы откликов от детекторов используются для определения веществ. Современные электронные носы, тем не менее, не используют биологический материал (то есть являются хемосенсорами).
Домашняя канарейка, которая применялась шахтёрами для предупреждения об утечке газа, может считаться биосенсором. Многие из современных биосенсоров работают на том же принципе, то есть используют организмы, которые реагируют на значительно меньшие концентрации токсических веществ, чем это делает человек, предупреждая таким образом о присутствии яда. Эти приборы могут использоваться для экологического мониторинга, определения незначительных примесей нефтепродуктов и на сооружениях для очистки сточных вод.

## История создания биосенсоров
Идея создания биосенсоров восходит опыту проведённому немецким физиологом Максом Кремером в 1906 году, когда он показал, что концентрация кислоты в жидкости пропорциональна электрическому потенциалу, который возникает между частями жидкости, расположенными на противоположных сторонах стеклянной мембраны. Первый биосенсор современного типа сконструировал Леланд Кларк-младший в 1956 году для обнаружения кислорода, позже этот электрод стали называть «электродом Кларка». К 1962 году Кларк продемонстрировал первый амперометрический ферментный электрод для обнаружения глюкозы. В 1969 году Джордж Гильбо и Джозеф Монтальво-младший создали первый потенциометрический биосенсор для обнаружения мочевины. Первый коммерческий биосенсор был разработан в 1975 году компанией Yellow Spring Instruments (YSI).

## Классификация биосенсоров
В зависимости от типа преобразователя, биосенсоры классифицируют на оптические, акустические, калориметрические, термические и электрохимические. Электрохимические биосенсоры, в свою очередь, делят на потенциометрические, амперометрические и кондуктометрические.

### Оптические биосенсоры
Принцип работы большинства оптических биосенсоров основан на явлении поверхностного плазмонного резонанса. Этот эффект может достигаться за счёт облучения поверхности стеклянной пластики с тонким покрытием металлического золота, или другого благородного металла, пучком лазерного света определённой длины волны, за счёт чего при его частичной сорбции создаются электронные волны (поверхностные плазмоны). Как правило, эффект плазмонного резонанса наступает не только при определённой длине волны лазерного излучения, но и при конкретном значении величины угла падающего света и зависит от физических характеристик поверхности металлической плёнки, к которой в результате реакции произошло присоединение аналита.
Сенсоры на основе поверхностного плазмонного резонанса представляют собой чип, который состоит из пластиковой кассеты, несущей стеклянную тарелку, одна сторона которой покрыта микроскопически-тонким слоем металлического золота и обладает способностью взаимодействовать с оптической частью электронного датчика прибора. Противоположная сторона тарелки стеклянного сенсора соединяется с жидкостной проточной системой прибора, в которую поступает проба, при этом растворенные в жидкости вещества пробы непосредственно контактируют с поверхностью тарелки. Поверхность противоположной стороны стеклянной тарелки, как правило, имеет полимерное покрытие. Зачастую в качестве такого полимерного покрытия выступает слой карбоксиметилдекстрана или другого химически аналогичного вещества.
Пучок света с фиксированной длиной волны, попадая на поверхность тарелки, отражается от покрытой золотом стороны стеклянного чипа под углом полного внутреннего отражения, и детектируется электронно-аппаратной частью прибора. При этом пучок света индуцирует исчезающую волну, которая проникает сквозь стеклянную тарелку, в раствор вблизи её поверхности.
Коэффициент преломления проточной стороны сенсорного чипа прямо влияет на поведение света, отражённого от покрытой золотом стороны. Связывание веществ с поверхностью проточной стороны чипа влияет на коэффициент преломления, что можно зарегистрировать оптической аппаратурой; таким образом биологические взаимодействия могут быть измерены с высоким уровнем чувствительности.
Другие биосенсоры на основе исчезающей волны были коммерциализированы с использованием волноводов, в которых константа распространения света через волновод изменяется при абсорбции молекул на поверхность волновода. Например, в двойной поляризационной интерферометрии используются два волновода, один из которых изолирован и является эталонным, а второй волновод непосредственно контактирует с исследуемым образцом. Сравнивая константы скорости распространения света в обоих волноводах, делают заключение о концентрации аналита.
Оптические биосенсоры основаны в основном на изменении в абсорбции или флуоресценции соответствующего индикаторного компонента и не нуждаются в полном внутреннем отражении. Например, разработан полностью функционирующий прототип прибора для определения казеина в молоке. Прибор основан на обнаружении изменений в абсорбции золотого слоя. Широко используемый в молекулярной биологии исследовательский инструмент, ДНК-микрочип, может также считаться оптическим биосенсором.

### Электрохимические биосенсоры
Электрохимические биосенсоры обычно основаны на ферментативном катализе реакции, в которой освобождаются или поглощаются электроны (используемые ферменты принадлежат к классу оксидоредуктаз). Биосенсор обычно включает в себя три электрода: электрод сравнения, рабочий и вспомогательный. На поверхность рабочего электрода наносят биологический материал, который специфически вступает в реакцию с аналитом. Заряженные продукты реакции создают на рабочем электроде потенциал, который отнимается от потенциала на электроде сравнения для получения выходящего сигнала. Применяется также измерение силы тока (в этом случае интенсивность потока электронов пропорциональна концентрации аналита) при постоянном потенциале или потенциал можно измерять при нулевой силе тока (это даёт логарифмический отклик). На потенциал электродов влияет заряд их окружения, что часто используется. Более того, возможно прямое электрическое определение небольших пептидов и белков по характерному для них заряду, используя биологически модифицированные ион-селективные полевые транзисторы (ИСПТ).

### Другие типы биосенсоров
В пьезоэлектрических сенсорах используются кристаллы, которые эластически деформируются при воздействии на них электрического потенциала. Переменный потенциал при определённой частоте вызывает стоячую волну в кристалле. Эта частота в значительной степени зависит от эластичных свойств кристалла, поэтому, если кристалл покрыт биологическим распознающим элементом, присоединение большого количества аналита к рецептору приведет к изменению резонансной частоты, что и служит сигналом о связывании.
Термические и магнитные биосенсоры практически не распространены.